# 대한수상스키웨이크스포츠협회
대한수상스키웨이크스포츠협회(KWWA, Korea Waterski and Wakesports Association)는 수상스키를 국민에 보급하여 국민의 체력과 정신력을 배양함과 아울러 건전하고 명랑한 사회기풍 진작을 목적으로 2002년 10월 15일 설립된 대한민국 문화체육관광부 소관의 사단법인이다. 사무실은 서울특별시 송파구 오륜동 88-2 올림픽공원내 펜싱경기장에 있다.

## 주요 사업
- 수상스키대회 개최 및 주관
- 경기기술 및 경기용구에 대한 연구, 설치, 건의
- 우수경기자 발굴과 육성
- 경기종목에 대한 홍보와 계몽
- 국제대회 및 회의개최와 친선교류